# Skálholt
Skálholt (po starem: Skálaholt), je zgodovinsko in kulturno mesto, ki leži na jugu Islandije, v spodnjem delu doline Biskupstungur med rekama Hvita in Brúará.

## Zgodovina
Prvi začetki Skálholta segajo v 11. stoletje, ko so bili verski spori na Islandiji najostrejši. Po dveh stoletjih naseljevanja Islandije, je bila leta 1056 ustanovljena prva škofija Skálholt za južni del in leta 1109 Hólar za severni del Islandije.
Človek, ki je izbral Skálholt kot mesto prve škofije je bil Ísleifur (1006 - 1080), sin Gissur Bele. Skálholt je že bil v lasti njegovega dedka Teitur Ketilbjarnarsona, ki je bil prvi naseljenec na tem območju. V tistem času je bil Skálholt »največje mesto na Islandiji«. Ísleifurjev oče, ki je bil bogat aristokrat in pomembna politična oseba, in je igral odločilno vlogo pri pokristjanjevanju Islandije in s tem odločal o prihodnjem statusu cerkve. Zgradil je prvo cerkev na Islandiji, v Skálholtu, okoli leta 1000.
V 12. stoletju je škof Klængur Thorsteinsson zgradil novo veliko katedralo. To je bila razkošna stavba iz lesa pripeljanega iz Norveške.
Skálholt bil osem stoletij eno od najpomembnejših mest na Islandiji. Od leta 1056 do 1785 je bil sedež ene od dveh škofij. Prva škofija Skálholt je bila podružnica nadškofije Hamburg - Bremen. Ko je bila leta 1104 škofija Lund povzdignjena v nadškofijo, je Lund postal metropolit Skálholta in leta 1153 je Skálholt postal del province Nidaros.
Tukaj je bila tudi prva uradna šola na Islandiji, Skálholtsskóli (zdaj Reykjavík Gymnasium), je bila ustanovljena v Skálholtu leta 1056 in namenjena izobraževanju duhovščine. Sedaj služi kot izobraževalni in informacijski center islandske cerkve.
V celotnem srednjem veku je bila pomembna dejavnost v Skálholtu, poleg škofijskega sedeža, katedrale in šole, tudi ekstenzivno kmetijstvo, kovačnica in samostan. V njem so živeli učitelji in uslužbenci, in je bilo mesto, kjer so se srečevale različne združbe ljudi.
Za konec katolicizma na Islandiji velja leto 1550, ko je bil zadnji katoliški škof, Jon Arason iz Hólarja skupaj s sinovoma usmrčen v Skálholtu. Bil je nasprotnik reformacije, ki je bila uvedena na Islandiji v času kralja Kristijana III, Danskega. Danes stoji spomenik na mestu usmrtitve. Arasonova škofovska oblačila so na ogled v Narodnem muzeju v Reykjaviku.
Skálholt vsako leto obišče mnogo obiskovalcev. V Skálholtsskóli je mogoče prenočiti. Tukaj se odvijajo številni kulturni dogodki. Predvsem poleti prirejajo koncerte ugledni klasični glasbeniki, pevski zbori in drugi.
Danes je tukaj poleg cerkve še manjši muzej, grobnica škofov, zbirka starih knjig in javna srednja šola Skálholt. Še več izkopanin se nahaja v Narodnem muzeju v Reykjaviku.

## Cerkev v Skálholtu
Sedanja cerkev v Skálholtu je precej večja kot večina islandskih cerkva. Od vrat do apside je dolga približno 30 metrov. Nekatere njene predhodnice (bilo naj bi jih najmanj 10) so bile še daljše, celo do 50 metrov. Ker so bile zgrajene iz lesa, so največkrat pogorele ali jih je uničilo vreme. Sedanja cerkev je bila zgrajena v letih 1956-1963 kot del praznovanja tisočletnice sedeža škofije. V ta namen so veliko predmetov za novo cerkev darovale vse islandske cerkve. Obsežna steklena barvna okna so darilo Gerður Helgadóttir iz Danske. Donirana je tudi oltarna slika.
Leta 1954 je ekipa arheologov, medtem ko so odkopavali temelje stare katedrale, našla sarkofag, za katerega so verjeli da vsebuje ostanke Pall Jonssona († 1211), ki je bil eden izmed najmočnejših škofov Skálholta. Njegov sarkofag, skupaj z drugimi najdbami in nekaj relikvijami, je zdaj na ogled v podzemnem muzeju, urejenem pod novo cerkvijo.
- Skálholt, cerkvena ladja
- Skálholt, sarkofag Pall Jonssona
- Skálholt, islandska biblija iz leta 1584